# Pavol Biroš
Pavol Biroš (Eperjes, 1953. április 1. – Eperjes, 2020. augusztus 12.) Európa-bajnok csehszlovák válogatott szlovák labdarúgó.

## Pályafutása

### Klubcsapatban
Pályafutása nagy részét a Slavia Praha és a Tatran Prešov csapatában töltötte, összesen 212 alkalommal lépett pályára a csehszlovák élvonalban és egy gólt szerzett.

### A válogatottban
1974 és 1977 között 9 alkalommal szerepelt a csehszlovák válogatottban. Tagja volt az 1976-ban Európa-bajnokságot nyerő válogatott keretének.

## Sikerei, díjai
Slavia Praha
- Csehszlovák kupa (1): 1973–74

Csehszlovákia
- Európa-bajnok (1): 1976